# Hans van der Pluijm
Johannes Franciscus (Hans) van der Pluijm (Nieuwkuijk, 3 januari 1949) is een voormalig Nederlands voetbalkeeper en -trainer. Hij heeft tevens de nationaliteit van Ghana waar hij zich permanent vestigde en hertrouwde met een Ghanese vrouw.

## Carrière

### Als speler
Hij begon met keepen in zijn geboorteplaats bij RKVV Nieuwkuijk. In 1965 maakte hij voor 1.500 gulden de overstap naar RKVV Wilhelmina en maakte de fusie met BVV tot FC Den Bosch mee. In zijn carrière werkte hij in totaal 28 jaar bij FC Den Bosch: als keeper is hij 338 wedstrijden in 18 seizoenen actief geweest en de laatste 4 jaar als hoofdcoach. 
Een slepende knieblessure heeft een einde gemaakt aan zijn voetbalcarrière.

### Als trainer
In zijn periode als hoofdcoach van FC Den Bosch zijn de belangrijkste resultaten de bekerfinale als eerste divisieploeg in de Kuip tegen Feyenoord, een wedstrijd die overigens met 1-0 verloren ging; alsmede de promotie naar de Eredivisie.
In deze periode heeft ook Ruud van Nistelrooij als 17-jarige zijn debuut gemaakt in het eerste elftal van FC Den Bosch.
In maart/april 1995 sloot hij een tweejarige overeenkomst met Excelsior; echter in december 1996/januari 1997 werd overeengekomen dat zijn contract niet zou worden verlengd. Enige tijd later werd besloten om per direct uit elkaar te gaan. Hij werd opgevolgd door zijn assistent-trainer John Metgod. De Rotterdammers behaalden onder zijn leiding in dat seizoen slechts twee overwinningen en drie gelijke spelen in zeventien duels.
Begin 1999 ging hij via Hans Westerhof aan de slag in Ghana en trad in dienst bij Ashanti Gold SC, een van de topclubs in het Afrikaanse land. Hij tekende een contract voor een jaar. Ajax had in die periode een meerderheidsbelang van 51 procent in deze Ghanese voetbalclub.
Na wat omzwervingen bij clubs in Ghana en Ethiopië (Saint-George SA) staat hij momenteel (2010) aan het hoofd van de B-junioren van Feyenoord Ghana, de satellietclub van de Rotterdammers.
De reden dat hij op de uitnodiging om in Ghana te gaan werken inging, was onder meer dat ex-internationals het trainersdiploma in een paar maanden konden halen. "Ik moest daar vier jaar over doen en de spoeling werd erg dun. Toen de kans kwam heb ik eieren voor mijn geld gekozen."

## Persoonlijk leven
Hans van der Pluijm is de opa van moederskant van Jordy de Wijs, die uitkomt voor Fortuna Düsseldorf.